# Sint-Pieterskerk (Koksijde)

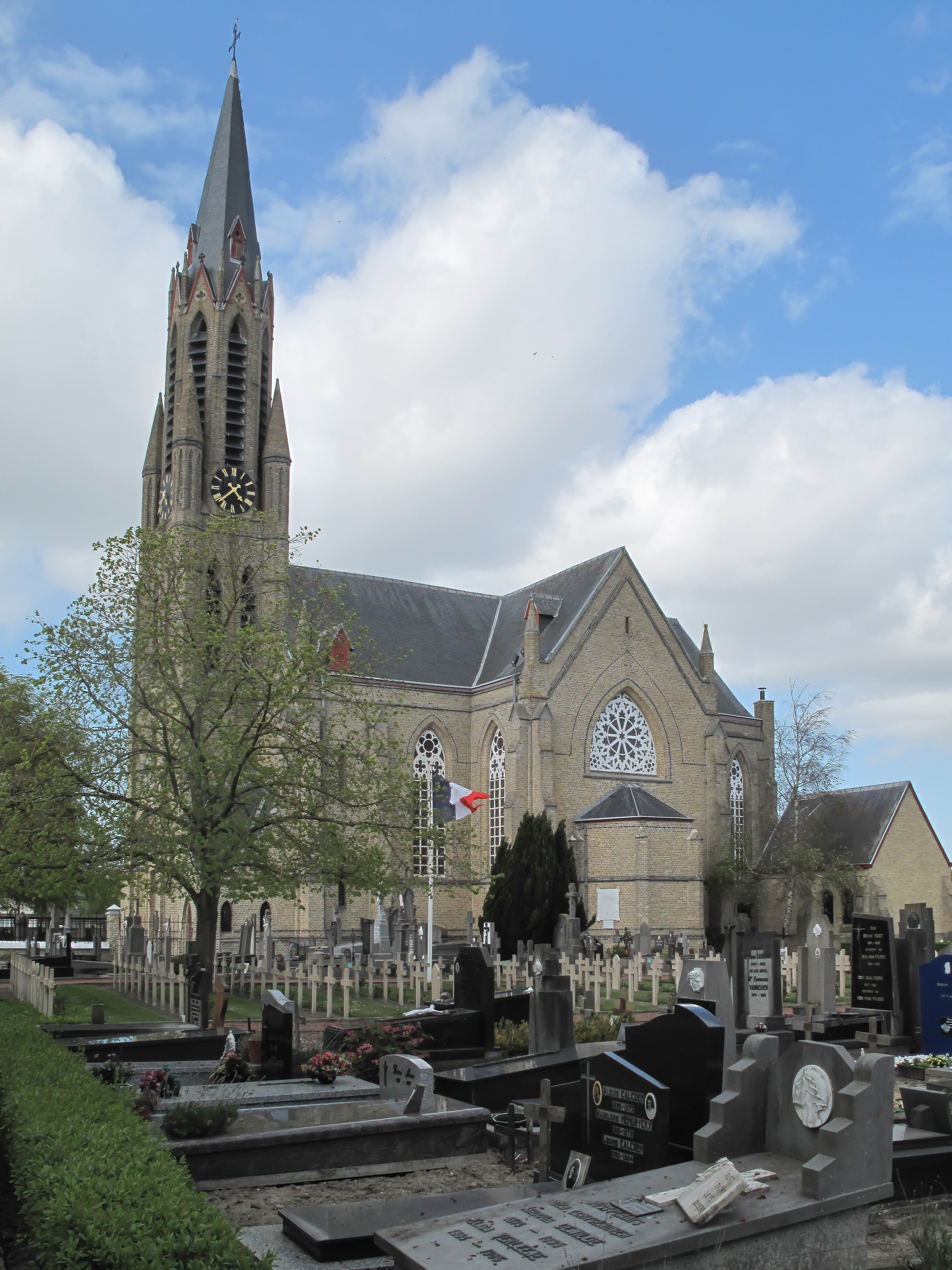
Sint-Pieterskerk

De Sint-Pieterskerk is de parochiekerk van de West-Vlaamse plaats Koksijde-Dorp, gelegen aan het Sint-Pietersplein 1.

## Geschiedenis
In 1216 zou er een kapel zijn gesticht door de Sint-Walburgaparochie te Veurne, de Simoenskapel. Omstreeks 1700-1705 werd deze door een kerkgebouw vervangen. Van 1845-1848 werd een neogotische kerk gebouwd.

## Gebouw
Het is een kruiskerk met voorgebouwde westtoren. Deze telt drie geledingen en daarboven, tussen vier hoektorens, verrijst een achthoekige klokkenverdieping, gedekt met een achtkante spits. Het neogotisch kerkmeubilair dateert van het einde der 19e eeuw.
De kerk wordt omgeven door een kerkhof met Calvarieberg.